# Alice Ball
Alice Augusta Ball (Seattle, 24 luglio 1892 – Seattle, 31 dicembre 1916) è stata una chimica statunitense.
Prima donna e prima afroamericana ad ottenere un master presso l'Università delle Hawaii, scomparsa a soli ventiquattro anni di età, è stata la scopritrice di un estratto iniettabile che ha rappresentato il più efficace trattamento contro la lebbra fino agli anni quaranta del Novecento.

## Formazione
Alice Augusta Ball era nata il 24 luglio 1892 a Seattle da James Presley e Laura Louise (Howard) Ball. La sua famiglia si collocava nella classe medio-alta: suo padre era direttore di un giornale, fotografo e avvocato. Suo nonno, James Ball Sr., era un famoso fotografo e uno dei primi afroamericani a fare dagherrotipi. James Ball Sr. si trasferì alle Hawaii con la sua famiglia nel 1903, ma a seguito della sua morte un anno dopo la famiglia tornò nel 1905 a Seattle.
Dopo il ritorno a Seattle, Alice Ball ha frequentato la Seattle High School conseguendo il diploma in scienze nel 1910, entrando poi all'Università di Washington per studiare chimica. Durante i suoi quattro anni all'università ottenne un bachelor sia in chimica farmaceutica sia in farmacologia. Pubblicò inoltre, con il suo insegnante di farmacologia, un articolo di dieci pagine sul prestigioso Journal of the American Chemical Society, intitolato Benzoylations in Ether Solution. Dopo la laurea ottenuto l'ingresso sia a Berkeley che all'Università delle Hawaii,, scelse la seconda, dove seguì un master in chimica. Nel 1915 divenne la prima donna e la prima afroamericana a conseguire una laurea magistrale all'Università delle Hawaii.

## Ricerca
Nella sua carriera di ricerca presso l'Università delle Hawaii, Ball studiò il principio attivo della Piper methysticum (kava), argomento della sua tesi. Mentre lavorava sulla tesi, chiese al dottor Harry T. Hollmann, assistente chirurgo all'ospedale di Kalihi, di aiutarla a sviluppare un metodo per isolare i principi attivi dell'olio di chaulmoogra (Hydnocarpus wightiana). L'olio di chaulmoogra era stato impiegato in precedenza nel trattamento della malattia di Hansen, comunemente noto come lebbra, con risultati parziali. Molti lebbrosi erano riluttanti ad assumere per lunghi periodi l'olio, per via del gusto amaro e dei disturbi che procurava allo stomaco. Ball sviluppò un procedimento per isolare gli esteri etilici degli acidi grassi nell'olio di chaulmoogra, in modo che potessero essere iniettati, ma morì prima di poter pubblicare i suoi risultati. Arthur L. Dean, chimico e presidente dell'Università delle Hawaii, proseguì il suo lavoro, producendo grandi quantità di estratto iniettabile di chaulmoogra. Dean pubblicò i risultati della Ball a proprio nome senza darle credito, e il procedimento fu così chiamato "metodo Dean", mentre Alice Ball fu dimenticata. Nel 1918 un medico hawaiano riportò nel Journal of the American Medical Association che 78 pazienti furono dimessi dalla commissione esaminatrice dell'ospedale di Kalihi dopo il trattamento. L'estere etilico isolato con tale procedimento è stato il trattamento più usato fino allo sviluppo di farmaci a base di solfoni, sviluppati negli anni quaranta del Novecento.

## Morte ed eredità
Alice Augusta Ball morì il 31 dicembre 1916, a soli ventiquattro anni. Si era ammalata durante le sue ricerche e aveva fatto ritorno a Seattle per curarsi, alcuni mesi prima. Un articolo del 1917 sul Pacific Commercial Advertiser ipotizzava che la causa della sua malattia potesse essere un avvelenamento da cloro avvenuto mentre insegnava. La causa di morte rimane comunque non chiara e il certificato di morte originale è stato alterato, indicando come causa del decesso la tubercolosi.
Nonostante la brevità della sua carriera di ricerca, Ball introdusse una importante terapia contro la lebbra usato fino agli anni quaranta. L'Università delle Hawaii non riconobbe il suo lavoro per oltre novant'anni, e solo nel 2000 l'ateneo dedicò alla Ball una placca sull'albero di chaulmoogra che si trova dietro la Bachman Hall. Nello stesso giorno l'ex vicegovernatore delle Hawaii Mazie Hirono ha proclamato il 29 febbraio come l'"Alice Ball Day", che è celebrato con cadenza quadriennale. Nel 2007 il consiglio di amministrazione dell'istituto ha attribuito ad Alice Ball una Medal of Distinction.